# Kuh-e Shashgal
Der Kuh-e Shashgal ist ein 6290 Meter hoher Berg am Hindukusch in Afghanistan. Er ist der Prominence Master des höchsten Berges von Afrika, dem Kibo.